# Trois pièces, cuisine, bains
 (juillet 2023).
Trois pièces, cuisine, bains (Drei Zimmer/Küche/Bad) est un téléfilm allemand réalisé par Dietrich Brüggemann et diffusé en 2012.

## Fiche technique
- Titre original : Drei Zimmer/Küche/Bad
- Réalisation : Dietrich Brüggemann
- Scénario : Dietrich Brüggemann et Anna Brüggemann
- Photographie : Alexander Sass
- Musique : Fyfe Dangerfield
- Durée : 111 minutes
- Dates de sortie :  
  -  Allemagne : 1er juillet 2012 (Festival du film de Munich)
  -  Suisse : 21 septembre 2012 (Festival du film de Zurich)
  -  Allemagne : 4 octobre 2012
- Dates de diffusion :
  -  France : 21 février 2014 sur Arte

## Distribution
- Robert Gwisdek : Thomas
- Anna Brüggemann : Dina
- Jacob Matschenz : Philipp
- Katharina Spiering : Wiebke
- Alexander Khuon : Michael
- Alice Dwyer : Jessica
- Aylin Tezel : Maria
- Amelie Kiefer : Swantje
- Corinna Harfouch : la mère de Philipp
- Hans-Heinrich Hardt : le père de Philipp
- Christian Klandt : Makler Frühjahr
- Leslie Malton : la mère de Dina
- Herbert Knaup : le père de Dina